# Nordine Ben Ali
Nordine Ben Ali, né le 19 juillet 1919 à Saint-Eugène, aujourd'hui Bologhine, en Algérie et mort le 15 mai 1996 à Lourdes, est un ancien footballeur français. Il évoluait au poste de milieu de terrain.

## Carrière

### Joueur
- 1938-1939 et 1940-1943 :  Girondins de Bordeaux
- 1943-1944 : EF Bordeaux-Guyenne
- 1944-1945 :  US Le Mans
- 1945-1948 :  Le Havre AC
- 1948-1949 :  SR Colmar
- 1949-1950 :  RC Strasbourg
- 1950-1951 et 1956-1957 :  AS Monaco FC
- 1957-1960 :  Chamois niortais

### Entraîneur
- 1957-1959 :  Chamois niortais
- 1961-1962 :  La Voulte

## Palmarès
Girondins de Bordeaux
- Coupe de France (1) :
  - Vainqueur : 1940-41.
  - Finaliste : 1942-43.